# Leucocarbo ranfurlyi
El cormorán de las Bounty (Leucocarbo ranfurlyi) es una especie de ave suliforme de la familia Phalacrocoracidae endémica de las islas Bounty, un pequeño y remoto archipiélago a 670 km al sudeste de Nueva Zelanda. Sus hábitats naturales son los mares abiertos circundantes y las costas rocosas de las islas. En 2005 se contaron 618 individuos (con 410 individuos adultos aprox.) y la población parece que permanece estable desde entonces.

## Descripción
Mide unos 71 cm de longitud. Es un cormorán grande y de color blanco y negro. Sus partes superiores (la cabeza, parte posterior del cuello, alas, espalda y obispillo) son negras con brillo azul metálico, aunque presenta una franja blanca en las alas. En cambio sus partes inferiores (pecho, vientre y parte frontal del cuello) son blancas. Sus patas son rosadas. Su lorum y mejillas y saco gular son rojos.

## Estado de conservación
La Unión Internacional para la Conservación de la Naturaleza (UICN) la clasifica como especie vulnerable, ya que presenta una alta probabilidad de convertirse en especie en peligro de extinción debido a su pequeña población y su alta susceptibilidad a impactos humanos. Las islas Bounty son una reserva natural y están libres de depredadores introducidos. En 1998, fueron declaradas Patrimonio de la Humanidad por la Unesco. Las islas están deshabitadas y raramente son visitadas, por lo que la intervención humana en el modo de vida de la especie es mínima.

## Taxonomía
Esta especie ha sido clasificada por algunos expertos dentro del género Phalacrocorax, pero, de acuerdo con los análisis de ADN, ha sido incluida dentro del género Leucocarbo.